# بانتز کرادوک
بانتز کرادوک (انگلیسی: Bantz J. Craddock؛ زادهٔ ۲۴ اوت ۱۹۴۹) ژنرال بازنشسته نیروی زمینی ایالات متحده آمریکا است، که در فاصله سال‌های ۲۰۰۶ تا ۲۰۰۹ به‌عنوان پانزدهمین فرمانده عالی متفقین اروپا فعالیت می‌کرد و فرماندهی اروپایی ایالات متحده آمریکا را برعهده داشت.
کرادوک فعالیت نظامی را از سال ۱۹۷۱ در نیروی زمینی آمریکا آغاز کرد، از ۲۰۰۰ تا ۲۰۰۲ فرمانده لشکر یکم پیاده بود، از ۲۰۰۲ تا ۲۰۰۴ به‌عنوان دستیار ارشد نظامی وزیر دفاع ایالات متحده آمریکا فعالیت می‌کرد و از ۲۰۰۴ تا ۲۰۰۶ فرماندهی جنوبی ایالات متحده آمریکا را برعهده داشت.